# علوم اعصاب خواب

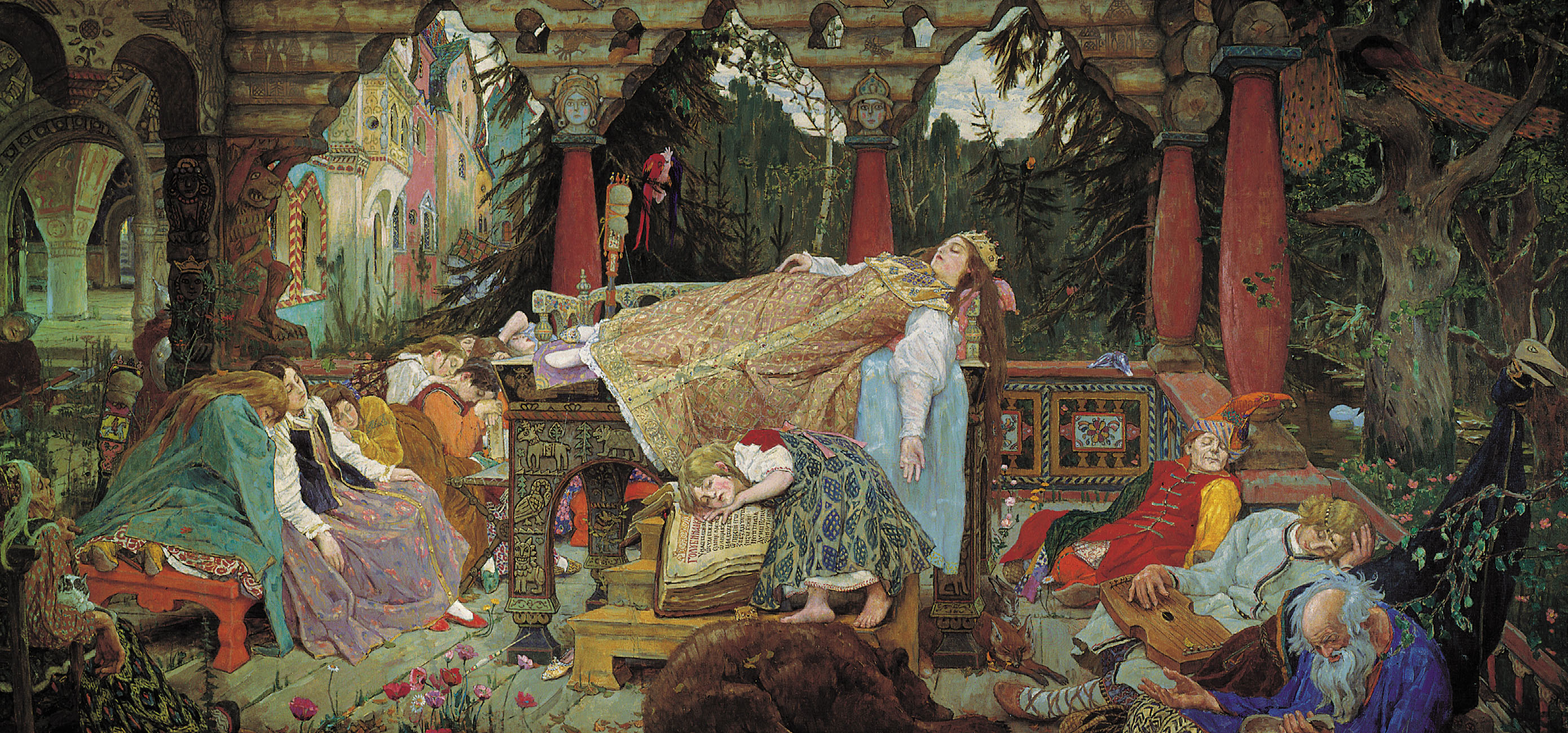
شاهزاده خانم خفته: نقاشی اوایل قرن ۲۰ توسط ویکتور واسنتسوف

علوم اعصاب خواب مطالعه بنیاد عصب شناختی و فیزیولوژیکی ماهیت خواب و عملکردهای آن است. به‌طور سنتی، خواب به عنوان بخشی از روانشناسی و پزشکی مورد مطالعه قرار گرفته‌است. مطالعه خواب از دیدگاه علوم اعصاب با پیشرفت در فناوری و گسترش تحقیقات علوم اعصاب از نیمه دوم قرن بیستم مورد توجه قرار گرفت.
اهمیت خواب در این است که موجودات زنده روزانه ساعت‌ها از وقت خود را در خواب می‌گذرانند، و کمبود خواب می‌تواند اثرات مخربی داشته باشد و در نهایت منجر به مرگ شود. برای یک پدیده بسیار مهم، اهداف و مکانیسم خواب فقط تا حدی قابل درک است، به طوری که اخیراً در اواخر دهه ۱۹۹۰ این عبارت مطرح شد: «تنها عملکرد شناخته شده خواب درمان خواب آلودگی است». با این حال، توسعه تکنیک‌های تصویربرداری بهبود یافته مانند EEG، PET و fMRI، همراه با قدرت محاسباتی بالا به درک فزاینده ای از مکانیسم‌های خواب منجر شده‌است.
سوالات اساسی در مطالعه عصبی علمی خواب:
1. همبستگی‌های خواب چیست؟، یعنی حداقل مجموعه ای از رویدادها که می‌تواند خواب بودن ارگانیسم را تأیید کند چیست؟
2. خواب چگونه توسط مغز و سیستم عصبی تحریک و تنظیم می‌شود؟
3. در هنگام خواب چه اتفاقی در مغز می‌افتد؟
4. چگونه می‌توان عملکرد خواب را بر اساس تغییرات فیزیولوژیکی مغز درک کرد؟
5. چه عواملی باعث اختلالات مختلف خواب می‌شود و چگونه می‌توان آنها را درمان کرد؟[۵]

زمینه‌های دیگر تحقیقات خواب عصب شناختی مدرن شامل تکامل خواب، خواب در طی رشد و پیری، خواب حیوانات، مکانیسم تأثیر داروها بر خواب، خواب و کابوس‌ها و مراحل تحریک بین خواب و بیداری است.

## معرفی
خواب سریع حرکت چشم (REM)، خواب حرکت غیر سریع چشم (NREM یا غیر REM) و بیداری بیانگر سه حالت اصلی هوشیاری، فعالیت عصبی و تنظیم فیزیولوژیک است. خواب NREM خود به چندین مرحله تقسیم می‌شود - N1، N2 و N3. خواب در چرخه‌های ۹۰ دقیقه ای REM و NREM ادامه می‌یابد، ترتیب NREM معمولاًN1 → N2 → N3 → N2 → REM است. وقتی انسان به خواب می‌رود، فعالیت بدن کند می‌شود. دمای بدن، ضربان قلب، ضربان تنفس و مصرف انرژی همه کاهش می‌یابد. امواج مغزی کندتر و بزرگتر می‌شوند. انتقال دهنده عصبی تحریکی استیل کولین در مغز کمتر در دسترس قرار می‌گیرد. انسانها معمولاً در خواب کمی حرکت می‌کنند تا محیطی گرم برای خود ایجاد کنند - به عنوان مثال، در صورت سرد شدن خودشان را جمع کنند. رفلکس‌ها در خواب نسبتاً فعال می‌مانند.
خواب REM نزدیک به بیداری در نظر گرفته می‌شود و با حرکت سریع چشم و آتونی عضله مشخص می‌شود. NREM به عنوان خواب عمیق در نظر گرفته می‌شود (عمیق‌ترین قسمت NREM خواب موج آهسته نامیده می‌شود) و با کمبود حرکت چشم یا فلج عضله مشخص می‌شود. به خصوص در هنگام خواب غیر REM، مغز در هنگام خواب به‌طور قابل توجهی انرژی کمتری نسبت به بیداری مصرف می‌کند. در مناطقی که فعالیت آنها کاهش یافته، مغز ذخیره آدنوزین تری فسفات (ATP)، مولکولی را که برای ذخیره‌سازی و انتقال انرژی کوتاه مدت استفاده می‌شود، بازیابی می‌کند. (از آنجا که در بیداری از خواب، مغز مسئول ۲۰٪ از انرژی مصرفی بدن است، این کاهش به‌طور مستقل تأثیر قابل ملاحظه ای بر مصرف کلی انرژی دارد) در طول خواب موج آهسته، انسان‌ها هورمون رشد را ترشح می‌کنند. تمام خواب، حتی در طول روز، با ترشح پرولاکتین همراه است.
با توجه به فرضیه سنتز فعال سازی هابسون و مک کارلی، ارائه شده در ۱۹۷۵–۱۹۷۷، تناوب بین REM و غیر REM را می‌توان از نظر چرخهٔ سیستم‌های انتقال دهنده عصبی متقابل تأثیرگذار توضیح داد. زمان خواب توسط ساعت شبانه‌روزی و در انسان تا حدی با رفتار ارادی کنترل می‌شود. ساعت شبانه‌روزی به مکانیزم بیولوژیکی حاکم است باعث می‌شود انسان یک نوسان درون زا و قابل تحریک حدود ۲۴ ساعته را نشان دهد. این ریتم‌ها به‌طور گسترده‌ای در گیاهان، حیوانات، قارچ‌ها و سیانوباکتری‌ها مشاهده شده‌است.

## همبستگی خواب
یکی از سوالات مهم در تحقیقات خواب، تعریف واضح وضعیت خواب است. این مشکل به این دلیل بوجود می‌آید که خواب به‌طور سنتی به عنوان یک حالت هوشیاری تعریف می‌شد و نه به عنوان یک حالت فیزیولوژیکی، بنابراین هیچ تعریف روشنی از حداقل مجموعه رویدادها که خواب را تشکیل می‌دهد وجود نداشت و آن را از سایر حالت‌های جزئی یا بدون آن متمایز می‌کرد. ایجاد چنین تعریفی پیچیده‌است زیرا لازم است انواع مختلفی از خواب را در بین گونه‌های مختلف شامل شود.
خواب با عدم واکنش به ورودی‌های حسی ، خروجی کم موتور حرکتی، کاهش آگاهی هوشیاری و برگشت‌پذیری سریع به بیداری مشخص می‌شود. با این حال، بیان کردن این موارد به یک تعریف بیولوژیکی دشوار است زیرا هیچ مسیر واحدی در مغز مسئول تولید و تنظیم خواب نیست. یکی از اولین پیشنهادات تعریف خواب به عنوان غیرفعال شدن قشر مغز و تالاموس بود به دلیل عدم پاسخ به ورودی‌های حسی در هنگام خواب. با این حال، این باطل شد زیرا هر دو منطقه در برخی از مراحل خواب فعال هستند. در حقیقت، به نظر می‌رسد که تالاموس فقط در انتقال اطلاعات حسی به قشر غیرفعال می‌شود.
برخی از مشاهدات دیگر در مورد خواب شامل کاهش فعالیت سمپاتیک و افزایش فعالیت پاراسمپاتیک در خواب غیر REM و افزایش ضربان قلب و فشار خون همراه با کاهش پاسخ هومواستاتیک و تون عضلانی در هنگام خواب REM بود. با این حال، این علائم محدود به شرایط خواب نیستند و به تعاریف فیزیولوژیکی خاصی ترسیم نمی‌شوند.
اخیراً، با مشاهده فعالیت کلی مغز در قالب الگوهای EEG مشخص، به مسئله تعریف خواب پرداخته شده‌است. هر مرحله از خواب و بیداری الگوی EEG (نوار مغزی) مشخصی دارد که می‌تواند برای شناسایی هر مرحله خواب استفاده شود. بیداری معمولاً با امواج بتا (۱۲–۳۰ هرتز) و امواج گاما (۲۵–۱۰۰ هرتز) مشخص می‌شود بسته به اینکه انسان در آرامش یا استرس باشد متغیر است. شروع خواب شامل کاهش سرعت این فرکانس تا خواب آلودگی با امواج آلفا است (۱۲–۱۲ هرتز) و سرانجام به تتا (۴–۱۰ هرتز) در مرحله 1 NREM می‌رسد. این فرکانس در مراحل بالاتر خواب NREM و REM به تدریج کاهش می‌یابد. از طرف دیگر، دامنه امواج خواب هنگام بیداری کمترین است (۱۰–۳۰μV) و افزایش تدریجی طی مراحل مختلف خواب را نشان می‌دهد. مرحله ۲ با دوک‌های خواب (خوشه‌های متناوب امواج با فرکانس سیگما یعنی ۱۴–۱۴) مشخص می‌شود) و کمپلکسهای K (انحراف شدید به سمت بالا و به دنبال آن انحراف به سمت پایین پایین‌تر) مشخص می‌شود. مرحله ۳ دوک‌های بیشتری دارد. مراحل ۳ و ۴ دارای امواج دلتا با دامنه بسیار بالا هستند (۰–۴) و به عنوان خواب موج آهسته شناخته می‌شوند. خواب REM با امواج با دامنه کم و فرکانس مختلف مشخص می‌شود. الگوی موج دندان اره ای اغلب وجود دارد.

## تاریخچه رشد و فیلوژنی خواب

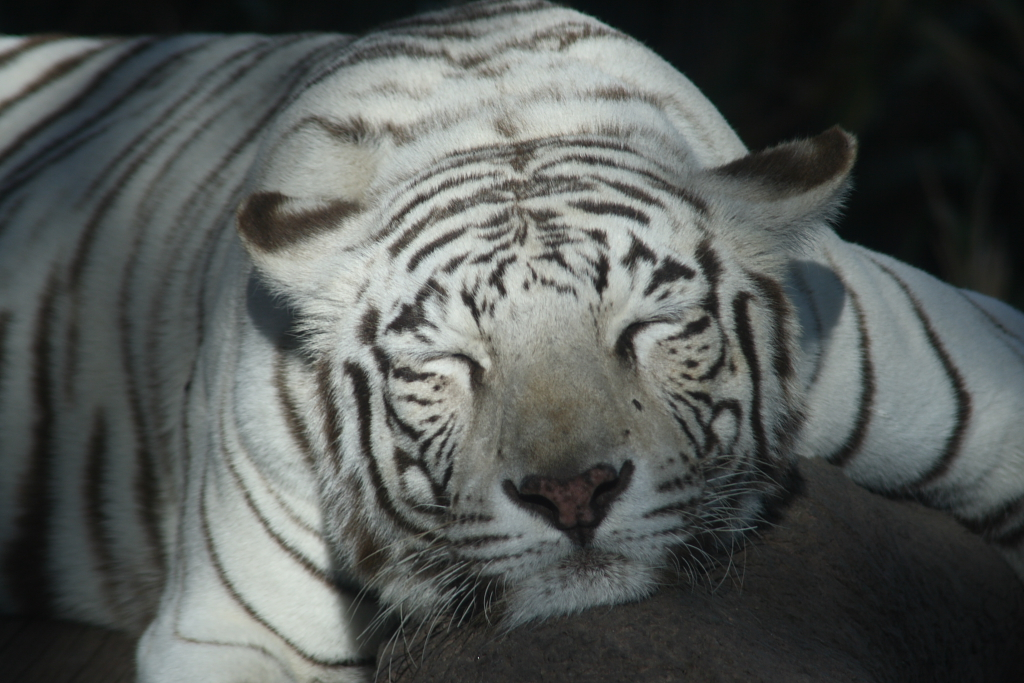
خواب حیوانات: ببر سفید خوابیده

سوالات مربوط به چگونگی تکامل خواب در حیوانات و چگونگی تکامل آن در انسان از اهمیت ویژه ای برخوردار است زیرا ممکن است به ترتیب سرنخی از عملکردها و مکانیسم‌های خواب فراهم کند.

### تکامل خواب
تکامل انواع مختلف الگوی خواب تحت تأثیر تعدادی فشار انتخابی از جمله اندازه بدن، میزان متابولیسم نسبی، شکار، نوع و محل منابع غذایی و عملکرد ایمنی بدن تأثیر دارد. خواب (به ویژه SWS و REM عمیق) رفتاری دشوار است زیرا خطر شکار را به شدت افزایش می‌دهد. این بدان معناست که برای تکامل خواب، عملکردهای خواب باید یک مزیت قابل توجه نسبت به خطری که به همراه دارد، ایجاد کنند. در حقیقت، مطالعه خواب در موجودات مختلف نشان می‌دهد که چگونه آنها با تکامل مکانیسم‌های خواب جزئی یا داشتن زیستگاه‌های محافظ، این خطر را متعادل کرده‌اند؛ بنابراین، مطالعه تکامل خواب ممکن است نه تنها به جنبه‌ها و مکانیسم‌های رشد، بلکه به یک توجیه تطبیقی برای خواب کمک کند.
یک چالش در مورد مطالعه تکامل خواب این است که اطلاعات کافی در مورد خواب فقط برای دو مورد حیوان - آکورداتا و بندپایان شناخته شده‌است. با داده‌های موجود، از مطالعات مقایسه ای برای تعیین چگونگی تکامل خواب استفاده شده‌است. یک سؤال که دانشمندان سعی می‌کنند از طریق این مطالعات به آن پاسخ دهند این است که آیا خواب فقط یک بار تکامل یافته‌است یا چندین بار. برای درک این موضوع، آنها به الگوهای خواب در طبقات مختلف حیواناتی نگاه می‌کنند که تاریخچه تکامل آنها کاملاً مشهور است و شباهت‌ها و تفاوت‌های آنها را مطالعه می‌کنند.
انسان دارای خواب موج آهسته و خواب REM است، در هر دو مرحله هر دو چشم بسته هستند و هر دو نیمکره مغز درگیر هستند. خواب در پستانداران غیر از انسان نیز ثبت شده‌است. یک مطالعه نشان داد که اکیدنا فقط خواب موج آهسته دارد (غیر REM). به نظر می‌رسد این نشان می‌دهد که خواب REM تنها پس از ددان‌ها در تکامل ظاهر شده‌است. اما بعداً این مسئله با بحث‌هایی روبرو شد که ادعا می‌کنند خوابیدن در گیاه اکیدنا هر دو حالت را به حالت خوابیدن واحد درمی‌آورد. مطالعات دیگر شکل خاصی از خواب را در ادونتوست (مانند دلفین‌ها و گراز ماهی) نشان داده‌است. به این حالت خواب موج آرام غیر هم کره (USWS) گفته می‌شود. در هر زمان از این حالت خواب، نوار مغزی یک نیمکره مغز نشان دهنده خواب است در حالی که نیمه دیگر معادل بیداری است. در بعضی موارد، چشم مربوطه باز است. این ممکن است به حیوان اجازه دهد خطر شکارچی را کاهش داده و هنگام شنا در آب بخوابد.
همبستگی خواب موجود برای پستانداران برای پرندگان نیز معتبر است، یعنی خواب پرندگان شباهت زیادی به پستانداران دارد و شامل خواب SWS و REM با ویژگی‌های مشابه، از جمله بسته شدن هر دو چشم، کاهش تون عضلانی و غیره است. با این حال، نسبت خواب REM در پرندگان بسیار کمتر است. همچنین، اگر خطر شکار در محیط زیست زیاد باشد، برخی از پرندگان می‌توانند با یک چشم باز بخوابند. این امکان خواب در پرواز را ایجاد می‌کند. با توجه به اینکه خواب بسیار مهم است و برخی از گونه‌های پرندگان می‌توانند هفته‌ها به‌طور مداوم پرواز کنند، به نظر می‌رسد این نتیجه آشکار است. با این حال، خواب در پرواز ثبت نشده‌است و تاکنون توسط داده‌های EEG پشتیبانی نمی‌شود. تحقیقات بیشتر ممکن است توضیح دهد که آیا پرندگان در حین پرواز می‌خوابند یا مکانیسم‌های دیگری وجود دارد که سلامت آنها را در طول پروازهای طولانی در غیاب خواب تضمین می‌کند.
برخلاف پرندگان، تعداد کمی از ویژگیهای ثابت خواب در بین گونه‌های خزندگان یافت شده‌است. تنها مشاهده معمول این است که خزندگان خواب REM ندارند.
خواب در برخی از بی مهرگان نیز به‌طور گسترده مورد بررسی قرار گرفته‌است، به عنوان مثال، خواب در مگس سرکه (دروزوفیلا) و زنبورهای عسل مطالعه شده‌است. برخی از مکانیسم‌های خواب در این حیوانات کشف شده در حالی که برخی دیگر کاملاً مبهم هستند. ویژگی‌های تعریف کننده خواب در بیشتر موارد مشخص شده‌است، و مانند پستانداران، این شامل کاهش واکنش به ورودی حسی، عدم پاسخ حرکتی از طریق شاخک و غیره است.
این واقعیت که هر دو شکل خواب در پستانداران و پرندگان دیده می‌شود، اما در خزندگان (که یک مرحله متوسط محسوب می‌شود) دیده نمی‌شود، نشان می‌دهد که خواب ممکن است به‌طور جداگانه در هر دو تکامل یافته باشد. با اثبات این موضوع ممکن است تحقیقات بیشتری در مورد اینکه آیا ارتباط EEG خواب در عملکردهای آن نقش دارد یا صرفاً یک ویژگی است، به دنبال داشته باشد. این ممکن است بیشتر به درک نقش خواب در انعطاف‌پذیری طولانی مدت کمک کند.
به گفته Tsoukalas (2012)، خواب REM یک تحول تکاملی در یک مکانیسم دفاعی شناخته شده، رفلکس بی حرکتی مقوی است. این رفلکس، که به آن هیپنوتیزم حیوان یا جعل مرگ نیز گفته می‌شود، به عنوان آخرین خط دفاعی در برابر یک شکارچی حمله کننده عمل می‌کند و شامل بی حرکتی کامل حیوان است: حیوان مرده به نظر می‌رسد (رجوع کنید به "بازی پوزنوم"). نوروفیزیولوژی و پدیدارشناسی این واکنش شباهت‌های زیادی به خواب REM نشان می‌دهد، واقعیتی که به یک خویشاوندی عمیق تکاملی خیانت می‌کند. به عنوان مثال، هر دو واکنش کنترل ساقه مغز، فلج، فعال سازی سمپاتیک و تغییرات تنظیم حرارتی را نشان می‌دهند. این نظریه بسیاری از یافته‌های قبلی را در چارچوبی یکپارچه و کاملاً آگاه از نظر تکاملی ادغام می‌کند.

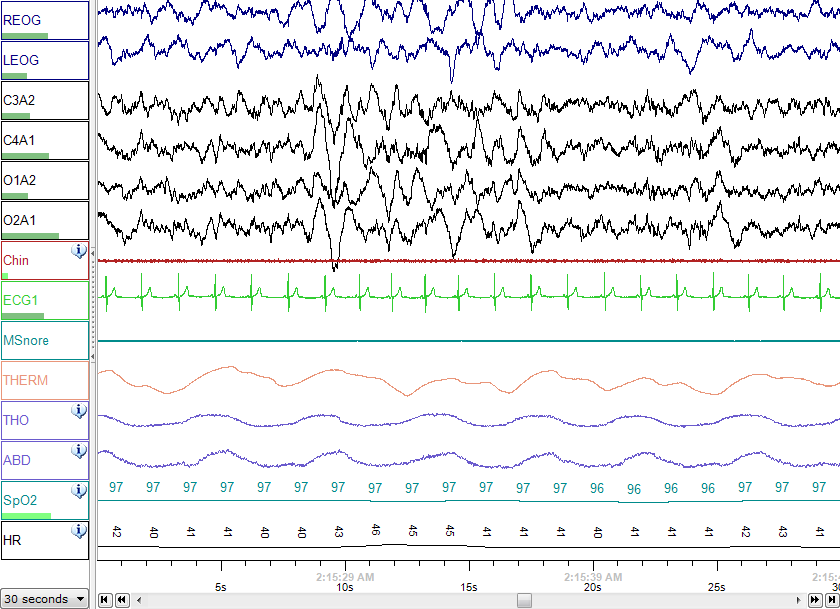
۳۰ ثانیه N3 - خواب عمیق.

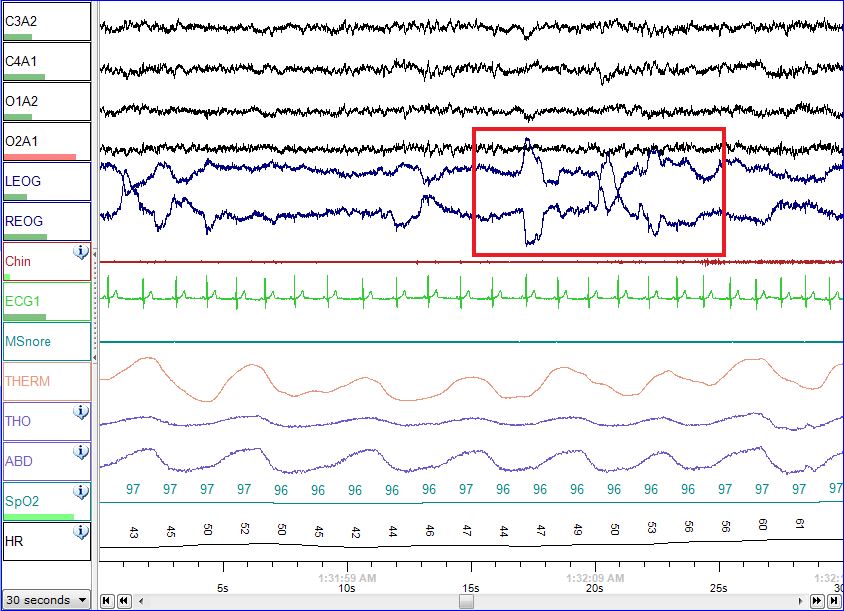
۳۰ ثانیه خواب REM. حرکات چشم که توسط جعبه قرمز برجسته شده‌است.

## تنظیم خواب
تنظیم خواب به کنترل زمان انتقال ارگانیسم بین خواب و بیداری اشاره دارد. س questionsالات اصلی در اینجا این است که مشخص کنید کدام قسمت‌های مغز در شروع خواب دخیل هستند و مکانیسم‌های عملکرد آنها چیست. به نظر می‌رسد در انسان و بیشتر حیوانات خواب و بیداری از یک مدل فلیپ فلاپ الکترونیکی پیروی می‌کند، یعنی هر دو حالت پایدار است، اما حالات متوسط اینگونه نیست. البته، برخلاف تلنگر، در حالت خواب، به نظر می‌رسد تایمری وجود دارد که از دقیقه بیدار شدن فاصله دارد، بنابراین پس از یک دوره خاص فرد باید بخوابد، و در چنین حالتی حتی بیدار شدن به حالت ناپایدار تبدیل می‌شود. عکس آن نیز ممکن است تا حدی صادق باشد.

## عملکرد خواب
نیاز و عملکرد خواب از کمترین موارد درک شده در تحقیقات خواب است. وقتی از ویلیام سی دمنت سؤال شد، پس از ۵۰ سال تحقیق، دربارهٔ علت خواب مردم چه می‌دانست، ویلیام سی دمنت ، بنیانگذار مرکز تحقیقات خواب دانشگاه استنفورد، پاسخ داد، "تا آنجا که من می‌دانم، تنها دلیل لازم برای خوابیدن این است که خواب آلوده می‌شویم. " احتمالاً خواب برای تحقق بخشیدن به برخی از عملکردهای اولیه تکامل یافته و با گذشت زمان چندین عملکرد را به عهده گرفت (مشابه حنجره، که عبور غذا و هوا را کنترل می‌کند، اما به مرور زمان برای توسعه قابلیت‌های گفتاری پایین می‌آید).

### حفظ
تئوری «حفظ و محافظت» معتقد است که خواب عملکردی تطبیقی دارد. این ماده حیوانی را در آن قسمت از شبانه روز که بیدار است و از این رو در اطراف پرسه می‌زند، فرد را در معرض بیشترین خطر قرار می‌دهد. ارگانیسم‌ها برای تغذیه خود و تأمین سایر ملزومات به ۲۴ ساعت زمان نیاز ندارند. از این منظر سازگاری، موجودات زنده با دور ماندن از آسیب، در صورت بالقوه می‌توانند طعمه ارگانیسم‌های قوی تر، شوند، ایمن ترند. آنها در مواقعی می‌خوابند که با توجه به ظرفیت‌های فیزیکی و زیستگاه‌هایشان، ایمنی آنها را به حداکثر می‌رساند.

### پاکسازی مواد زائد از مغز
در طول خواب، مواد زائد متابولیکی، مانند ایمونوگلوبولین‌ها، قطعات پروتئینی یا پروتئین‌های سالم مانند بتا آمیلوئید، ممکن است از طریق دستگاه گلیمفاتیک کانال‌های شبه لنفاوی که در امتداد فضاهای اطراف عروقی و شبکه آستروسیت‌های مغز قرار دارند ، از بینابینی پاک شوند. طبق این مدل، لوله‌های توخالی بین رگ‌های خونی و آستروسیت‌ها مانند یک سرریز عمل می‌کنند و اجازه تخلیه مایع مغزی نخاعی را می‌دهند که مواد زائد را از مغز به خون سیستمیک منتقل می‌کند. چنین مکانیزم‌هایی که از سال ۲۰۱۷ تحت تحقیقات مقدماتی باقی مانده‌اند، روش‌های بالقوه ای را نشان می‌دهد که در آن خواب یک دوره نگهداری منظم برای عملکردهای ایمنی مغز و پاکسازی بتا آمیلوئید، یک عامل خطر برای بیماری آلزایمر است.

### ترمیم
ثابت شده‌است که بهبود زخم تحت تأثیر خواب است.
نشان داده شده‌است که کمبود خواب بر سیستم ایمنی بدن تأثیر می‌گذارد. اکنون می‌توان اظهار داشت که «کاهش خواب عملکرد سیستم ایمنی بدن را مختل می‌کند و چالش ایمنی بدن خواب را تغییر می‌دهد» و گفته شده‌است که خواب تعداد گلبول‌های سفید خون را افزایش می‌دهد. مطالعه ای در سال ۲۰۱۴ نشان داد که محرومیت از خواب موش‌ها باعث افزایش رشد سرطان و کاهش قدرت سیستم ایمنی بدن در کنترل سرطان‌ها می‌شود.

## اختلالات خواب
یک اختلال خواب یا خواب پریشی، نوعی اختلال پزشکی در الگوی خواب فرد یا حیوان است. Polysomnography آزمایشی است که معمولاً برای تشخیص برخی از اختلالات خواب استفاده می‌شود. اختلالات خواب به‌طور کلی به طبقه‌بندی بدخوابی، خوابپریشی، اختلالات ریتم خواب شبانه‌روزی (CRSD) و اختلالات دیگر از جمله آنهایی که ناشی از شرایط پزشکی یا روانی و بیماری خواب. برخی از اختلالات شایع خواب شامل بی خوابی (ناتوانی مزمن در خواب)، آپنه خواب (تنفس غیرطبیعی در هنگام خواب)، نارکولپسی (خواب آلودگی بیش از حد در زمان‌های نامناسب)، کاتاپلکسی (کاهش ناگهانی و موقت تون عضلانی) و بیماری خواب (اختلال در خواب) چرخه ناشی از عفونت). سایر اختلالات مورد مطالعه شامل راه رفتن در خواب، وحشت در خواب و خیس شدن تخت است. در این زمینه پزشکان فلوشیپ اختلالات خواب در ایران در حال درمان اختلالات خواب می‌باشند که خسرو صادق‌نیت استاد دانشگاه علوم پزشکی تهران و پدر علم پزشکی خواب ایران حاذق ترین و مشهورترین پزشک ایرانی در این حوزه است.

## رویاپردازی

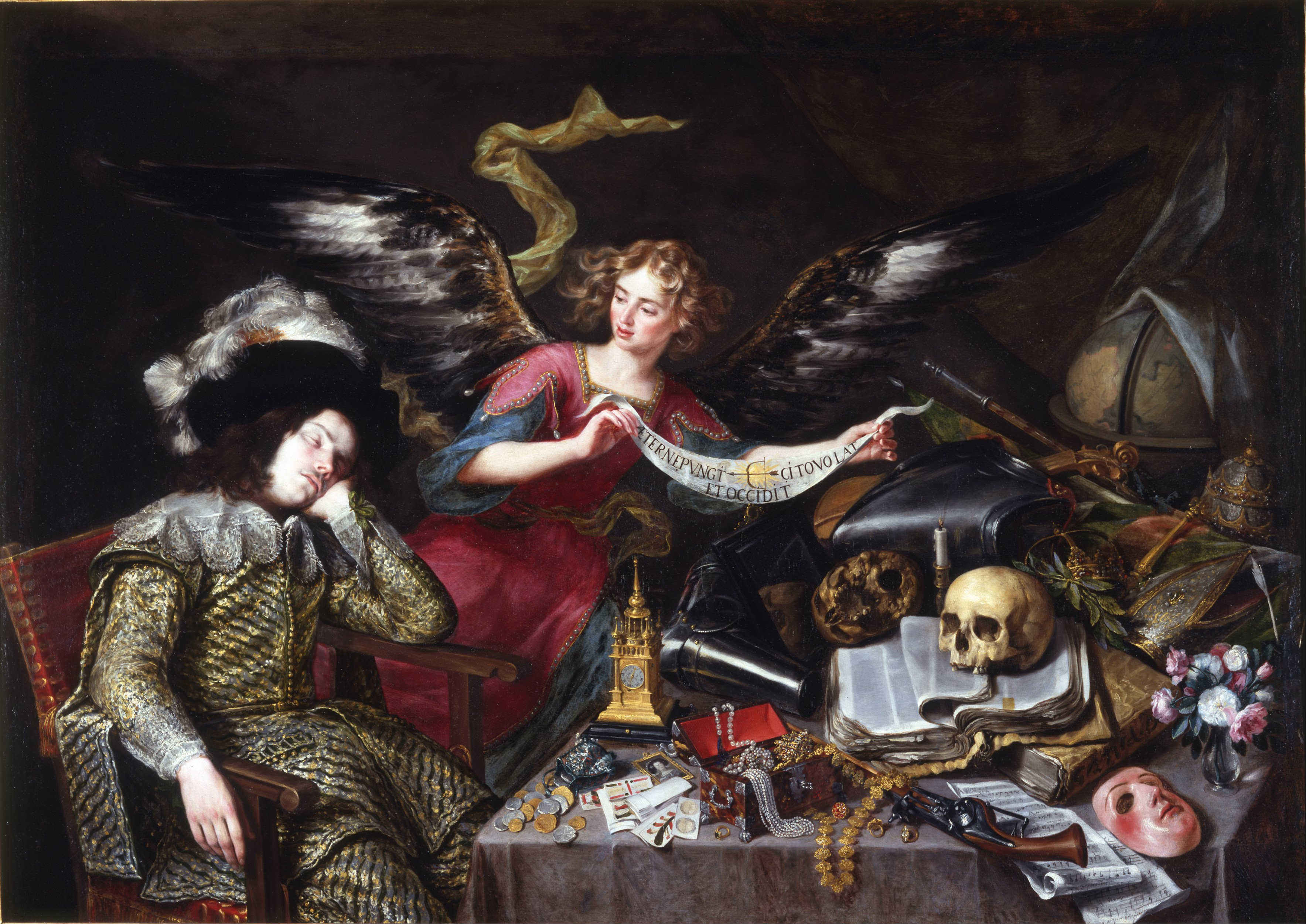
«رویای شوالیه»، نقاشی سال ۱۶۵۵ توسط آنتونیو دو پردا

رؤیاها عبارتند از توالی تصاویر، ایده‌ها، احساسات و احساساتی که در طی مراحل خاصی از خواب (عمدتاً مرحله REM) به‌طور غیرارادی در ذهن رخ می‌دهد. محتوا و هدف رؤیاها هنوز به روشنی درک نشده‌اند، گرچه نظریه‌های مختلفی ارائه شده‌است. مطالعه علمی رؤیاها را یکنواختی می‌نامند.
در مورد مبانی عصبی رویاپردازی نظریه‌های زیادی وجود دارد. این شامل تئوری سنتز فعال سازی است - نظریه ای که رؤیاها از فعال شدن ساقه مغز در هنگام خواب REM حاصل می‌شوند. نظریه فعال سازی مداوم - این نظریه که خواب دیدن نتیجه فعال سازی و سنتز است اما خواب و خواب REM توسط ساختارهای مختلف مغز کنترل می‌شود. و رؤیاها به عنوان تحریک حافظه طولانی مدت - نظریه ای که ادعا می‌کند تحریکات حافظه طولانی مدت در ساعات بیداری نیز شیوع دارند اما معمولاً کنترل می‌شوند و فقط در هنگام خواب آشکار می‌شوند.
همچنین چندین نظریه در مورد عملکرد رؤیا وجود دارد. برخی مطالعات ادعا می‌کنند که رؤیاها باعث تقویت خاطرات معنایی می‌شوند. این بر اساس نقش گفتگوی نئوکورتیکال هیپوکامپ و ارتباطات کلی بین خواب و حافظه است. یک مطالعه تصور می‌کند که رؤیاها داده‌های ناخواسته مغز را پاک می‌کنند. سازگاری عاطفی و تنظیم خلق و خوی دیگر کارکردهای پیشنهادی رویاست.
از دیدگاه تکاملی، رؤیاها ممکن است حوادث تهدیدآمیز را که در محیط اجدادی ارگانیسم معمول بوده شبیه‌سازی و تمرین کنند، از این رو توانایی افراد را برای مقابله با مشکلات و چالش‌های روزمره در حال حاضر افزایش می‌دهد. به همین دلیل ممکن است این حوادث تهدیدآمیز به صورت خاطرات ژنتیکی منتقل شده باشد. این نظریه با این ادعا که خواب REM یک تحول تکاملی در یک مکانیسم دفاعی شناخته شده، یعنی رفلکس بی حرکتی مقوی است، مطابقت دارد.
به نظر می‌رسد بیشتر نظریه‌های مربوط به عملکرد رؤیا متناقض است، اما ممکن است بسیاری از عملکردهای رؤیای کوتاه مدت بتوانند برای دستیابی به عملکرد بلندمدت بزرگتر با یکدیگر عمل کنند. ممکن است ذکر شود که شواهد هیچ‌یک از این نظریه‌ها کاملاً قطعی نیست.
اختلاط وقایع حافظه بیداری در خواب زمینه دیگری از تحقیقات فعال است و برخی از محققان سعی کرده‌اند آن را به عملکردهای تقویت کننده حافظه اعلامی رؤیا پیوند دهند.

## جستار های وابسته
- علوم اعصاب شناختی رویاها